# 鄭亨
鄭亨（1356年—1434年），河南行省廬州路合肥縣（今安徽省合肥市）人，明朝军事将领，武安侯。
靖難之役時，鄭亨跟隨燕王朱棣起兵，參與白溝河、小河戰役等，任中軍都督府左都督，封武安侯。永樂年間，鎮守大同、宣府等地，并参与全部五次明成祖北征。宣德年间，死于任上。

## 生平

### 洪武年间
其父亲鄭用在明朝洪武年间，累功至大興左衛副千戶。后告老请辞，鄭亨继承其职位。洪武二十五年，鄭亨应募持檄諭韃靼，抵达斡難河。后归还后，升任密雲衛指揮僉事。

### 建文年间
建文年间，燕王朱棣起兵。鄭亨带领所部投降，并跟随朱棣南征。在攻打真定的时候，率先登城，晋升为指挥使。之后燕军袭击大宁，攻至刘家口，诸位将领准备攻打关隘，而朱棣担忧守兵会通知大宁，以使中央军有所准备。于是派遣鄭亨率领数百骑兵占领旆登山，以断关隘官兵的退路。之后忽然进攻，悉数縛守關者，于是再大军进攻大宁。鄭亨因此晋升为北平都指揮僉事。之后，鄭亨率部夜袭鄭村壩兵，向西进攻攻破紫荊關，进掠廣昌，占领蔚州，直抵大同。之后，退还参与白溝河戰役，后返回北方攻打濟南，晋升為都指揮同知。在攻打滄州的時候，進攻北門，扼守抵達東昌的餉道。之後戰敗，退守深州。次年，進攻夾河、槁城，攻至彰德，后退守完縣屯兵。建文三年，跟從大軍攻破東平、汶上，小河戰役時燕兵戰敗，王真戰死，當時諸將皆欲北還，唯獨鄭亨與朱能反對。之後燕軍攻破南京順天府，鄭亨歷任中軍都督府左都督，封武安侯，祿千五百石，予鐵券，留守北京。

### 永乐年间
永樂元年，鄭亨擔任總兵官，率領武成侯王聰、安平侯李遠守備宣府。鄭亨到關邊時，考察宣府、萬全、懷來地形，在數個城堡中選擇一個可以容全部兵馬的城堡，進行修建并貯存水井，并保持戰備狀態。后北方敵寇抵達，城堡夜升火并鳴炮堅守。永樂三年，召還后不久再派遣守邊。永樂七年，鎮守開平。
永樂八年，明成祖朱棣親自北征，命鄭亨督護運輸兵餉。出塞后，擔任右哨，追擊本雅失裏。大軍在阿魯臺相遇，鄭亨率先進攻并大破，論首功。同年冬天，鎮守宣府。永樂十二年，再次跟隨朱棣北征，率領中軍。戰場忽然降溫，鄭亨在追敵中身中流矢而撤退，之後與大軍會合再行攻破。永樂二十年，再次跟隨朱棣出塞，統領左哨，率領萬人在屈裂河擊敗兀良哈，之後護送輜重部隊歸還，仍鎮守開平。朱棣的五次出征，鄭亨均跟隨在旁。

### 洪熙、宣德年间
明仁宗即位后，鎮守大同。洪熙元年，佩征西前將軍印。其在大同進行屯田，守衛完備，從此大同的寇患解決。宣德元年，召還掌管後軍都督府事。之後，仍然鎮守大同，轉餉于宣府。招降迤北部長四十九人，請於朝廷，獲得厚撫，之後歸附明軍的人陸續不斷。宣德九年，死於任上。之後贈漳國公，謚忠毅。其妾張氏上吊自盡以殉葬，贈淑人。鄭亨之子鄭能繼承爵位，武安侯傳至明亡。